# Arrondissement Montélimar
Montélimar is een voormalig arrondissement in het departement Drôme in de Franse regio Auvergne-Rhône-Alpes. Het arrondissement werd op 17 februari 1800 gevormd en op 10 september 1926 opgeheven. De zes kantons werden bij de opheffing verdeeld over de arrondissementen Nyons en Valence.

## Kantons
Het arrondissement was samengesteld uit de volgende kantons:
- kanton Dieulefit - toegevoegd aan het arrondissement Valence, vanaf 2006 Nyons
- kanton Grignan - toegevoegd aan het arrondissement Nyons
- kanton Marsanne - toegevoegd aan het arrondissement Valence, vanaf 2006 Nyons
- kanton Montélimar - toegevoegd aan het arrondissement Valence, vanaf 2006 Nyons
- kanton Pierrelatte - toegevoegd aan het arrondissement Nyons
- kanton Saint-Paul-Trois-Châteaux - toegevoegd aan het arrondissement Nyons